# The Ruins of Gorlan
The Ruins of Gorlan, publicado no Brasil sob o título Ruínas de Gorlan, é o primeiro livro da série Rangers: Ordem dos Arqueiros do escritor australiano John Flanagan. É sucedido por The Burning Bridge.
Com o intuito de incitar o interesse do filho na leitura, Flanagan primeiro concebeu o mundo do livro em uma série de contos. Dez anos depois, ele decidiu transformá-los em The Ruins of Gorlan. Originalmente, ele não esperava que o livro se expandisse para uma série e ainda não se sabe quantos livros haverá no total.
A crítica apreciou The Ruins of Gorlan, elogiando o desenvolvimento da trama e os personagens. Em 2008, a companhia de produção United Artists adquiriu os direitos do livro, tendo em mente a produção de um filme. No entanto, não se sabe quando o mesmo será lançado.
Foi lançado na Austrália em 1 de novembro de 2004 e no Brasil em 2009. Doze livros da série já foram lançados até o momento.

## Concepção
The Ruins of Gorlan era originalmente um conjunto de contos escritos pelo autor John Flanagan para seu filho Michael para incentivá-lo a ler. Flanagan escreveu uma história a cada semana durante 20 semanas. Cerca de dez anos mais tarde, Flanagan decidiu transformá-los em uma novela.

### Personagens
O personagem Horace foi baseado em um amigo de Michael, Jeremy, mas nas histórias originais Flanagan fez de Horace um vilão. Nas histórias, Horace desaparece após Will salvar sua vida na caça a um javali, enquanto no original, Flanagan criou outro vilão, Morgarath, e "reabilitou" Horace para mantê-lo como um personagem principal. Flanagan pensou que a ideia de um valentão sendo intimidado era um conceito forte, que não estava nas histórias originais e mais tarde foi incorporada no romance. Ele planejou esse enredo paralelo na Escola de Guerra para mostrar como Horace poderia ajudar Will através de seu "pensamento linear". Flanagan teve o cuidado de fazer a distinção que Horace não era estúpido, já que ele era de fato um grande pensador que inclusive ajudou Will.
Will foi baseado nos atributos físicos de Michael, incluindo a sua pequena estatura e movimentos ágeis. Flanagan queria mostrar a seu filho que havia uma vantagem de ser pequeno e que nem todos os heróis têm de ser alto e musculoso.
Michael era um garoto pequeno, e todos os amigos dele eram maiores e mais fortes do que ele. [...] Agora, com 20 e poucos anos, Michael tem 1,80 m, ombros largos e é forte. [...]—  Trecho presente em "Sobre o autor", na edição brasileira.

## Lançamentos

Capa da segunda edição do livro lançada na Austrália, com ilustração de Jeremy Reston.

Diferentes são as datas de lançamento de The Ruins of Gorlan em diferentes partes do mundo. O livro foi lançado na Austrália em 1 de novembro de 2004, nos Estados Unidos em 16 de junho de 2005, no Reino Unido em 5 de abril de 2007 e no Brasil em 2009. Doze livros da série já foram lançados até o momento e o autor não divulgou a quantidade de livros que a série terá no total. A série inclusive ganhou um spinn-off: Brotherband, uma trilogia com foco nos personagens escandinavos.

## Recepção

### Crítica
| Críticas profissionais | Críticas profissionais |
| Avaliações da crítica  | Avaliações da crítica  |
| Fonte                  | Avaliação              |
| ---------------------- | ---------------------- |
| Skoob                  | link                   |
| Livraria Cultura       | link                   |

Os críticos elogiaram a ação e os personagens na história. Steven Engelfried da School Library Journal apreciou a descrição artesanal do livro, a situação do bullying e um porco selvagem que "ajuda a estabelecer o caráter emergente do menino". Engelfried disse que o "enredo é tranquilo e se move facilmente em direção ao clímax, deixando os leitores a conhecer o mundo e os personagens gradualmente à medida que a excitação se constrói". No entanto, ele sentiu que a acolhida súbita por parte do público era um pouco mais alta uma vez que a história é descrita como silenciosa e solitária.
Carolyn Phelan do Booklist elogiou como Will é um herói normal, sem habilidades mágicas tornando-o um personagem muito original e verossímil. Phelan também reconheceu a configuração como "um lugar colorido, ameaçado por um senhor da guerra e seus servos ferozes, mas são os detalhes da vida diária e as emoções fiéis-à-vida que são memoráveis". A equipe do Kirkus Reviews achou que "Flanagan não faz nada para melhorar seus personagens, os temas familiares ou convencionais, a trama de videogame acima da gerência geral, mas os leitores com um gosto pela aventura, [...] e resoluções previsíveis não se decepcionarão".

### Prêmios
The Ruins of Gorlan recebeu ao todo, um prêmio e uma indicação, além de uma homenagem.
Em 2004, o livro recebeu o prêmio literário Aurealis Award e em 2008 foi indicado para o Grand Canyon Reader Award. Em 2005, foi escolhido como "Livro Notável" pela Children's Book Council of Australia.

## Filme
Em de 7 de janeiro de 2008 a United Artists obteve os direitos para a produção de um filme. A ideia ainda está em discussão com o diretor canadense Paul Haggis.